# Sınıf Mücadelesi
Sınıf Mücadelesi (« Lutte de classe » en turc) est une organisation communiste révolutionnaire présente en Turquie.
Elle est membre de l'Union communiste internationaliste (trotskiste).

## Presse
L'organisation publie le journal Sınıf Mücadelesi.